# Tử hình ở Bangladesh
Tử hình ở Bangladesh là một hình thức trừng phạt hợp pháp dành cho bất kỳ ai trên 16 tuổi, tuy nhiên trên thực tế, hình phạt này sẽ không được áp dụng cho những người dưới 18 tuổi. Các tội danh hiện có thể bị trừng phạt bằng hình thức tử hình ở Bangladesh được quy định trong Bộ luật Hình sự năm 1860. Các tội danh bao gồm tiến hành chiến tranh chống lại Bangladesh, tiếp tay cho các cuộc binh biến, đưa ra bằng chứng giả khiến một người vô tội phải chịu cái chết, giết người, hỗ trợ tự sát ở trẻ em, cố gắng giết hoăc bắt cóc trẻ em. Bộ luật Tố tụng Hình sự năm 1898 quy định rằng "người đó se bị treo cổ cho đến khi chết." Đối với các vụ án giết người, Phòng phúc thẩm yêu cầu các tòa xét xử phải cân nhắc các tình tiết tăng nặng, giảm nhẹ để xác định có phải tử hình hay không.
Hiến pháp của Bangladesh không công nhận rõ ràng luật Nhân quyền Quốc tế, mặc dù một số điều khoản công nhận các quyền con người cũng được áp dụng trên phạm vi quốc tế. Điều 25 của Hiến pháp ghi nhận Hiến chương Liên Hiệp Quốc. Điều 47 của Hiến pháp công nhận luật nhân đạo quốc tế và quy định rằng Hiến pháp sẽ không hạn chế việc áp dụng các điều ước quốc tế và luật chiến tranh.
Một người có thể nhận án tử hình nếu người đó bị kết tội xâm hại phụ nữ và trẻ em. Đạo luật Phòng chống Đàn áp Phụ nữ và Trẻ em năm 2000 quy định rằng án tử hình có thể được áp dụng đối với tội giết người hoặc cố gắng giết người liên quan đến phát hỏa, đầu độc hoặc acid. Gây tổn hại cho cơ thể bằng cách phát hỏa, đầu độc hoặc sử dụng acid, gây nên tổn thường liên quan đến thị lực, thính giác, mặt, ngực hoặc cơ quan sinh sản của nạn nhân. Do đó, những kẻ phạm tội ở Bangladesh có thể bị kết án tử hình cho những tội ác có chủ đích và gây tổn hại cho cơ thể.
Một số tội danh (tội danh không dẫn đến chết người) bị trừng phạt bằng cái chết khi được thực hiện bởi các nhân viên lực lượng vũ trang. Những hành vi phạm tội này bao gồm, cung cấp hỗ trợ cho kẻ thù, hèn nhát và đào ngũ và xúi giục đào ngủ, hoặc sử dụng lá cờ đình chiến hoặc bất kỳ hành động nào có chủ ý xâm hại Bangladesh.
Theo Liên minh Thế giới Chống lại Hình phạt Tử hình, Bangladesh đã thực hiện sáu vụ hành quyết trong năm 2017.

## Thực thi
Kể từ năm 2000, 11 người đã bị hành quyết ở Bangladesh, gần đây nhất là Abdul Gafur vào ngày 1 tháng 11 năm 2020, vì tội giết người.

## Luật nhân quyền Quốc tế
Bangladesh được tạo ra do hậu quả của việc vi phạm nhân quyền. Khi Liên đoàn Awami giành chiến thắng trong cuộc bầu cử đầu tiên của Pakistan vào năm 1970, Quân đội Pakistan đã đàn áp dã man những người Bengali ở Đông Pakistan. Hơn ba triệu người đã chết, hàng triệu phụ nữ bị hãm hiếp, hàng chục triệu người bị ép vào các trại tị nạn cực kỳ bẩn thỉu và khó chịu ở Ấn Độ. Sau khi Ấn Độ xâm lược một thời gian ngắn, Bangladesh thoát khỏi sự tàn bạo của chế độ cai trị của Pakistan nhưng phải đối mặt với một nhiệm vụ khó khăn là xây dựng lại một đất nước vốn đã rất nghèo và dễ bị thiên tai. Cho đến ngày nay, Tổ chức Ân xá Quốc tế tin rằng Bangladesh vẫn còn bị ảnh hưởng bởi các hành vi vi phạm nhân quyền.
Cộng hòa Nhân dân Bangladesh đã phê chuẩn một số Hiệp ước Nhân quyền Quốc tế. Tuy nhiên, chính phủ đã đăng ký một số tuyên bố và bảo lưu các điều khoản cụ thể của một số hiệp ước nhất định. Một bảo lưu có tầm quan trọng đặc biệt là bảo lưu Điều 14 khoản 1 của Công ước chống ra tấn (CAT). Cơ sở bảo lưu là Bangladesh sẽ áp dụng nó "phù hợp với các luật và pháp luật hiện hành của đất nước."
Bangladesh vẫn chưa phê chuẩn hoặc gia nhập một số Hiệp ước Nhân quyền Quốc tế. Công ước quốc tế về các quyền dân sự và chính trị: 1976 được phê chuẩn vào năm 2000. Tuy nhiên, Nghị định thư Tùy chọn đối với Công ước Quốc tế về các quyền kinh tế, xã hội và văn hóa (ICESCR) và Nghị định thư tùy chọn đối với Công ước quốc tế về các quyền dân sự và chính trị (ICCPR) vẫn chưa được phê chuẩn. Nghị định thư thứ hai đối với Công ước quốc tế về các quyền dân sự và chính trị, nhằm mục tiêu bãi bỏ án tử hình: năm 1991 cũng chưa được phê chuẩn.
Hội đồng Nhân quyền Liên Hiệp Quốc trong khuôn khổ Đánh giá Định kỳ phổ quát đã xem xét Bangladesh vào năm 2009. Một khuyến nghị mạnh mẽ đã được đưa ra cho việc bãi bỏ án tử hình. Chính phủ Bangladesh cho biết: “Hình phạt tử hình chỉ được duy trì ở Bangladesh như một hình phạt mẫu mực cho những tội ác ghê tởm như tạt axit, hành động khủng bố, giết người có kế hoạch, buôn bán ma túy, hãm hiếp, bắt cóc phụ nữ và trẻ em. Cả cơ quan tư pháp và hành chính đều xử lý những trường hợp tử hình này một cách hết sức thận trọng và từ bi, và hình phạt đó chỉ được mở rộng trong những trường hợp cuối cùng liên quan đến việc vi phạm nghiêm trọng nhân quyền của các nạn nhân. Bangladesh có tỷ lệ thi hành án tử hình như vậy là cực kỳ thấp ”.
Thực tế là rất nhiều tội phạm có thể bị trừng phạt bằng cái chết có thể mâu thuẫn với các nghĩa vụ quốc tế của Bangladesh. Việc cho phép hình phạt tử hình đối với các tội danh như bắt cóc hoặc buôn bán ma túy là trái với nhiệm vụ của ICCPR quy định rằng hình phạt tử hình chỉ nên được áp dụng trong những trường hợp nghiêm trọng nhất.

## Án tử hình bắt buộc
Đạo luật Phòng chống Đàn áp phụ nữ và trẻ em năm 2000 quy định rằng hình phạt bắt buộc đối với một người gây ra cái chết để làm của hồi môn là một bản án tử hình bắt buộc. Do đó, điều này có nghĩa là không có hình phạt thay thế nào khác và bồi thẩm đoàn bị tước quyền áp dụng tùy ý đối với các trường hợp nhất định liên quan đến tội phạm hoặc bị cáo.

### State v Shukar Ali
Trường hợp này là một ví dụ về những kết cục bất công có thể xảy ra trong số các bản án tử hình bắt buộc. Vào ngày 12 tháng 7 năm 2001, Shukar Ali, một cậu bé 14 tuổi bị kết tội tấn công tình dục một bé gái 7 tuổi dẫn đến cái chết của cô bé. Vào thời điểm đó, mùa hè năm 1999, Ali sống cùng mẹ và chị gái trong khu ổ chuột ở quận Manikganj phía tây Bangladesh. Anh ta không đủ khả năng tài chính để đủ khả năng hỗ trợ pháp lý, vì vậy anh ta được Nhà nước chỉ định làm luật sư bào chữa. Đây không phải là thông lệ tiêu chuẩn, tuy nhiên trong trường hợp này là cần thiết vì mức độ nghiêm trọng của hình phạt mà Ali sẽ phải đối mặt nếu bị kết tội. Ali bị Tòa án Cấp cao kết án tử hình bằng cách treo cổ theo điều 6 của phiên bản trước đó của Đạo luật Phòng chống đàn áp phụ nữ và trẻ em, thông qua năm 1995. Tòa án buộc họ buộc phải đưa ra quyết định này bất kể tuổi tác của người bị kết án. Tòa án cho rằng "không có hình phạt thay thế nào được đưa ra cho hành vi phạm tội mà tù nhân bị kết án đã bị buộc tội và chúng tôi không có quyền quyết định nào khác ngoài việc duy trì bản án nếu chúng tôi tin rằng công tố đã có thể chứng minh không còn nghi ngờ hợp lý nữa. Đây là một trường hợp, có thể được coi là "trường hợp cứng làm xấu luật". Khi kháng cáo, Phòng Phúc thẩm tuyên giảm án tử hình của Ali thành tù chung thân "cho đến khi chết tự nhiên". Đây là lần đầu tiên Tòa án Tối cao Bangladesh lật lại quyết định. Luật hình sự ở Bangladesh đã tiến bộ đáng kể kể từ lần đầu tiên Ali bị bắt giam. Một đạo luật đã được đưa ra nghiêm cấm hình phạt tử hình và tù chung thân đối với trẻ em. Tuy nhiên, trẻ em vẫn phải chịu trách nhiệm hình sự khi mới chín tuổi.
Vào ngày 16 tháng 5 năm 2010, Bộ phận Tòa án Tối cao của Tòa án Tối cao Bangladesh tuyên bố rằng các mục 6(2), 6(3) và 6(4) của Đạo luật Phòng chống Đàn áp phụ nữ và trẻ em (Điều khoản đặc biệt), 1995 là vi hiến. Tòa án cho rằng bất kể hành vi phạm tội, luật pháp có thể không quy định rằng án tử hình bắt buộc là hình phạt duy nhất có sẵn. Thẩm phán nói, "Một điều khoản của pháp luật tước đoạt quyền quyết định của tòa án trong vấn đề sống và chết, mà không quan tâm đến các trường hợp phạm tội được thực hiện và do đó không quan tâm đến mức độ nghiêm trọng của hành vi phạm tội không thể không được coi là khắc nghiệt, không công bằng và áp bức. Cơ quan lập pháp không thể làm cho các trường hợp liên quan không liên quan, tước đi thẩm quyền hợp pháp của tòa án để thực hiện quyền quyết định của mình không áp dụng án tử hình trong các trường hợp thích hợp. Xác định các biện pháp trừng phạt thích hợp là chức năng tư pháp chứ không phải hành pháp. Tòa án sẽ đưa ra các sự kiện liên quan để xem xét và trọng lượng để họ liên quan đến tình hình của vụ án. Do đó, chúng tôi không ngần ngại giữ quan điểm rằng những điều khoản này chống lại các nguyên lý cơ bản của Hiến pháp của chúng tôi, và do đó, cực kỳ vi phạm Hiến pháp và theo đó chúng được tuyên bố vô hiệu.

## Tòa án Tội phạm Quốc tế (Bangladesh)
Tòa án Tội phạm Quốc tế (Bangladesh) (ICT of Bangladesh) là một tòa án chiến tranh trong nước ở Bangladesh, được thành lập để điều tra và truy tố các nghi phạm về tội ác diệt chủng xảy ra vào năm 1971 bởi Quân đội Pakistan trong Chiến tranh Giải phóng Bangladesh. Người đầu tiên bị kết án bởi Tòa án là Abul Kalam Azad, người đã rời khỏi đất nước và không có mặt trong phiên tòa xét xử. Ông ta bị kết án tử hình vào năm 2013. Liên Hiệp Quốc đã đề nghị hỗ trợ vào năm 2009 để đảm bảo rằng những sai lầm tương tự của các tòa án Tội phạm khác không được thực hiện ở Bangladesh. Người đứng đầu Liên hợp quốc tại Bangladesh cho biết “đây là lần đầu tiên Bangladesh tiến hành các phiên tòa xét xử tội phạm chiến tranh và điều quan trọng là nước này phải hiểu các quốc gia khác đã tổ chức chúng như thế nào. Có một số quốc gia đã mắc sai lầm và chúng tôi không muốn Bangladesh lặp lại những sai lầm đó." Tuy nhiên, đã có sự thay đổi kể từ khi bắt đầu xét xử vì lo ngại Tòa án Tội phạm Quốc tế không thực hiện nghĩa vụ của họ theo các nghĩa vụ nhân quyền quốc tế của Bangladesh, Luật Hình sự Quốc tế và Hiến pháp Bangladesh. Bangladesh là một Quốc gia thành viên của ICCPR, do đó họ có nghĩa vụ đáp ứng các điều khoản quan trọng. Đặc biệt là các quy định về xét xử công bằng và quyền của người bị buộc tội.